# Aristeidis Grigoriadis
Aristeidis Grigoriadis (in greco Άρης Γρηγοριάδης?; Salonicco, 6 dicembre 1985) è un ex nuotatore greco.
È stato il primo nuotatore greco a vincere un titolo mondiale, i 50 m dorso a Montréal 2005.

## Palmarès
- Mondiali

Montreal 2005: oro nei 50m dorso.
- Europei

Budapest 2006: argento nei 50m dorso e bronzo nei 100m dorso.
Eindhoven 2008: oro nei 50m dorso e argento nei 100m dorso.
Debrecen 2012: oro nei 100m dorso.
- Giochi del Mediterraneo

Almería 2005: oro nei 50m dorso e nei 100m dorso e bronzo nella 4x100m sl.
Pescara 2009: argento nei 100m dorso e nella 4x100m misti e bronzo nella 4x100m sl.
- Europei giovanili

Glasgow 2003: bronzo nei 50m dorso.